# Sazlıdere, Edirne
Sazlıdere là một xã thuộc thành phố Edirne, tỉnh Edirne, Thổ Nhĩ Kỳ. Dân số thời điểm năm 2011 là 550 người.